# Chop Suey!
Chop Suey! — пісня американського гурту System of a Down, яка була випущена першим синглом з їхнього другого альбому Toxicity.

## Видання

### Chop Suey! (сингл)
| #  | Назва          | Автор слів      | Автор музики      | Тривалість |
| -- | -------------- | --------------- | ----------------- | ---------- |
| 1. | «Chop Suey!»   | Танкян, Малакян | Малакян           | 3:30       |
| 2. | «Johnny»       | Танкян          | Танкян            | 2:07       |
| 3. | «Sugar» (Live) | Танкян          | Одадж'ян, Малакян | 2:27       |
| 4. | «War?» (Live)  | Танкян          | Малакян           | 2:47       |

### Chop Suey! (австралійське EP)
| #  | Назва         | Автор слів      | Автор музики              | Тривалість |
| -- | ------------- | --------------- | ------------------------- | ---------- |
| 1. | «Chop Suey!»  | Танкян, Малакян | Малакян                   | 3:30       |
| 2. | «Johnny»      | Танкян          | Танкян                    | 2:07       |
| 3. | «Know» (Live) | Танкян          | Одадж'ян, Малакян, Танкян | 3:04       |

### Chop Suey! (британське видання)

#### CD1
| #  | Назва         | Автор слів      | Автор музики              | Тривалість |
| -- | ------------- | --------------- | ------------------------- | ---------- |
| 1. | «Chop Suey!»  | Танкян, Малакян | Малакян                   | 3:30       |
| 2. | «Johnny»      | Танкян          | Танкян                    | 2:08       |
| 3. | «Know» (Live) | Танкян          | Одадж'ян, Малакян, Танкян | 2:55       |

#### CD2
| #  | Назва                | Автор слів      | Автор музики      | Тривалість |
| -- | -------------------- | --------------- | ----------------- | ---------- |
| 1. | «Chop Suey!»         | Танкян, Малакян | Малакян           | 3:31       |
| 2. | «Sugar» (Live)       | Танкян          | Одадж'ян, Малакян | 2:27       |
| 3. | «War?» (Live)        | Танкян          | Малакян           | 2:47       |
| 4. | «Chop Suey!» (Video) | Танкян, Малакян | Малакян           | 3:27       |

### Chop Suey! (7" платівка)
| #  | Назва        | Автор слів      | Автор музики | Тривалість |
| -- | ------------ | --------------- | ------------ | ---------- |
| 1. | «Chop Suey!» | Танкян, Малакян | Малакян      | 3:30       |
| 2. | «Johnny»     | Танкян          | Танкян       | 2:08       |